# Entophilus omnitectus
Entophilus omnitectus is een pissebed uit de familie Bopyridae. De wetenschappelijke naam van de soort is voor het eerst geldig gepubliceerd in 1903 door Richardson.